# Peperomia suratana
Peperomia suratana är en pepparväxtart som beskrevs av Trelease & Yuncker. Peperomia suratana ingår i släktet peperomior, och familjen pepparväxter. Inga underarter finns listade i Catalogue of Life.